# シドニオ・パイス
シドニオ・ベルナルディーノ・カルドーゾ・ダ・シルヴァ・パイス(ポルトガル語: Sidónio Bernardino Cardoso da Silva Pais、1872年5月1日 - 1918年12月14日) はポルトガルの軍人、政治家。首相、大統領を務めた。独裁権力を握り「国王大統領」（Presidente-Rei）と呼ばれた。
マカオにはパイスの名を冠した「シドニオ・パイス通り」が存在する。

## 生涯
はじめ陸軍軍人で、士官学校で数学を教え、後にコインブラ大学でも教鞭を取った。1911年に議員となり、短期間だが財務大臣を務めた。ポルトガルが連合国側に付いた第一次世界大戦中の1912年から1916年の間には大使としてベルリンに駐在した。
1917年12月5日、アフォンソ・コスタの民主党政権に対して反乱を起こし、権威主義的独裁制を敷いた。1918年4月28日に対立候補なしで大統領に選ばれた。
その短い大統領時代にはカトリック教会との関係改善、参政権の拡大、リスの戦いにおける大敗北などの事件が起こった。
1918年12月14日、北部の王党派反乱指導者との協議のためリスボンのロシオ駅からポルトへ向かう列車に乗ろうとした途中で急進的共和主義者の銃撃を受けて暗殺された。

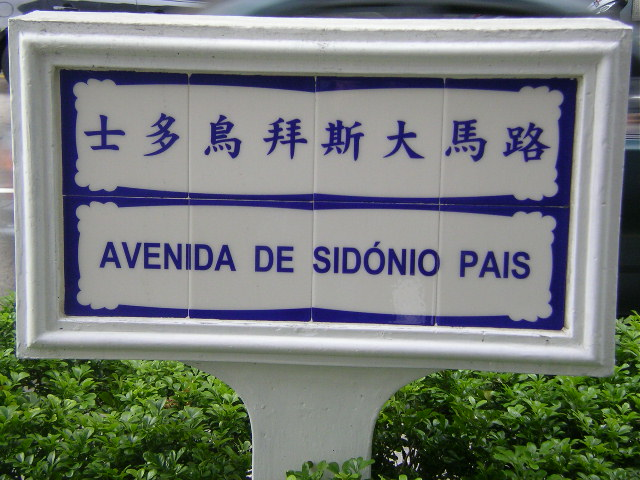
シドニオ・パイス通りの街路票（マカオ）